# Florian Vogel
Florian Vogel (Fehraltorf, 18 februari 1982) is een Zwitserse mountainbiker. Hij vertegenwoordigde zijn vaderland in de olympische mountainbikerace bij de Olympische Spelen 2008 (Peking). Vogel stapte voortijdig af in die race. Vier jaar later eindigde hij op de 25ste plaats in Londen (2012).

## Belangrijkste overwinningen

### MTB
| Seizoen | Wereldbeker  | Kampioenschappen | Overige                    | Totaal aantal zeges |
| ------- | ------------ | ---------------- | -------------------------- | ------------------- |
| 2005    |              | ZK               |                            | 1                   |
| 2008    | Fort William | EK, ZK           | Buchs, Wintherhur, Muttenz | 6                   |
| 2009    |              | ZK               |                            | 1                   |
| 2010    | Champery     |                  |                            | 1                   |
| 2011    |              | ZK               |                            | 1                   |
| 2012    |              |                  |                            | 0                   |
| 2013    |              |                  | Davos                      | 1                   |

### Cross
2005
- Zwitsers kampioenschap veldrijden

2008
- Beromünster